# Brarupholz
Brarupholz (dänisch Brarupskov) ist der Name einer, basierend auf dem amtlichen Wohnplatzverzeichnis, Häusersiedlung sowie des südlich daran angrenzenden großen Waldgebietes westlich von Kappeln im Naturraum Angeln (deutsche Haupteinheit Nr. 700). Administrativ erstreckt sich der Wohnplatz übergreifend in den Gemeinden Scheggerott und Saustrup im Kreis Schleswig-Flensburg in Schleswig-Holstein.
Brarupholz war bis 1978 eine eigenständige Gemeinde, bevor sie auf die beiden zuvor genannten Gemeinden umgegliedert wurde. Kirchlich gehört es zur Pfarrei Norderbrarup. Historisch, in der Zeit des Herzogtums Schleswig, war das vormalige Gemeindegebiet Bestandteil der Schliesharde im Amt Gottorf.

## Geschichte

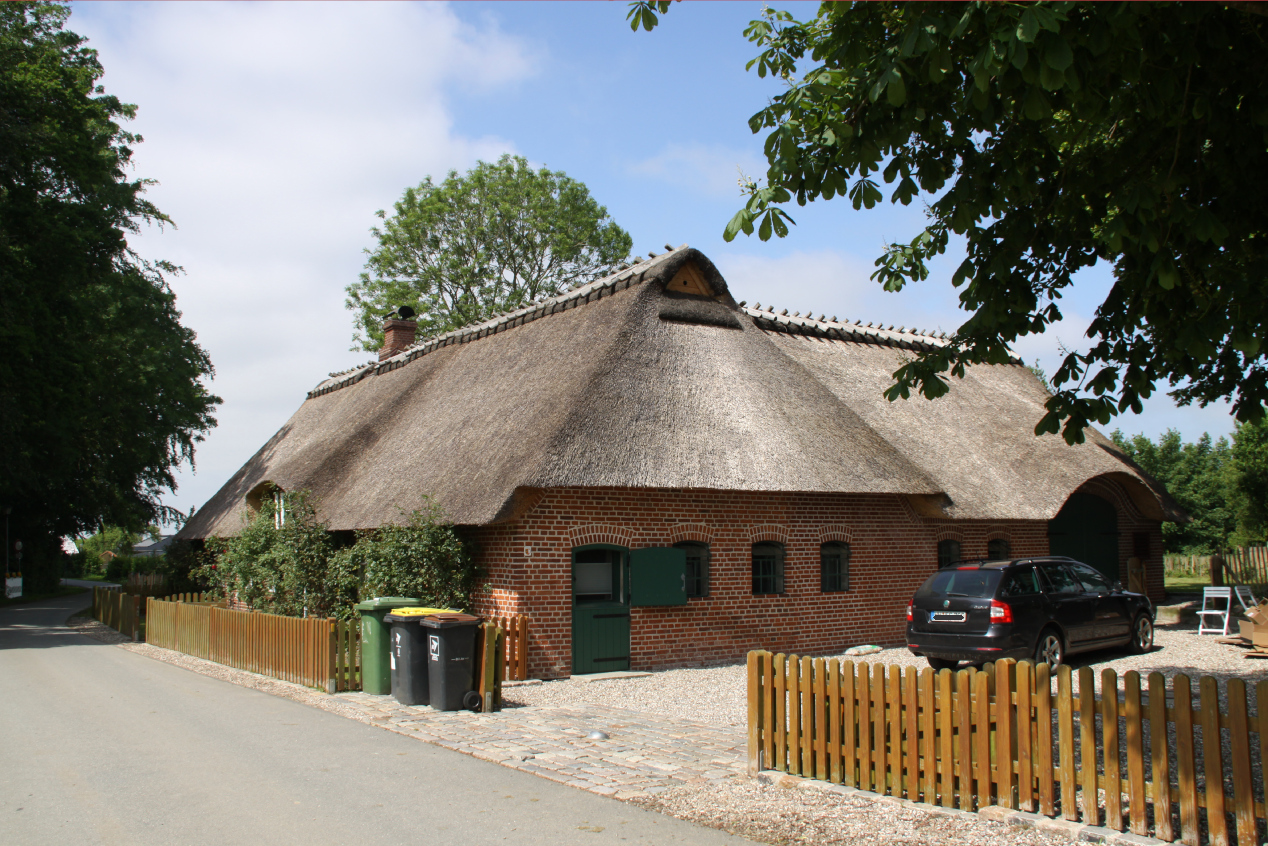
Haus Brarupholz Nr. 2

Brarupholz wurde erstmals 1542 erwähnt. Das Dorf entstand als Auswandererort aus den umliegenden Dörfern. Der Name stammt von der Grenzlinie zwischen Nieharde (Kirchspiel Esgrus) und Struxdorfharde (Kirchspiel Norderbrarup) in Brarupholz. Der Wald war ein größerer ununterbrochener Wald, bevor er in mehrere kleinere Waldabschnitte, wie Norderholz auf 30 ha oder Osterholz auf 15 ha, aufgeteilt wurde. Der Wald gehörte in dänischer Zeit mit 39,5 tdr (ca. 21,7 ha) zum ersten Gottorf-Forstbezirk. Der Wald ist umgeben von den Dörfern Saustrup, Rügge mit Blick (Bleg) und Hye, Brunsholm, Schrepperie, Arrild, Scheggerott und Wagersrott.

### Schwertfund
Im Archäologischen Museum Hamburg befindet sich das „Schwert von Brarupholz“. Es handelt sich um ein Griffangelschwert der Nordischen Bronzezeit aus der Zeit um 1600 v. Chr. aus dem Hügelgrab eines Häuptlings in einem Waldgebiet im heutigen Brarupholz. Das Schwert hat eine Länge von 70 cm und hatte ursprünglich einen mit Goldblech verzierten Griff. Der Griff aus organischem Material ist im Laufe der Zeit verrottet. Das Schwert gilt als ein Unikat der Nordischen Bronzezeit von hoher handwerklicher Präzision. Die Bronze stammte seinerzeit u. a. aus Ungarn, das Gold aus Irland. Es wurde 1879 von einem Hufner entdeckt und 1882 für 75 Mark an das Hamburger Museum für Völkerkunde verkauft, wo es seitdem vergessen lag. 2016 kam das Schwert für einen Vortragsabend vorübergehend nach Brarupholz zurück.

### Einwohnerentwicklung
Die nachfolgenden Angaben beruhen auf amtlichen Wohnplatzverzeichnissen Schleswig-Holsteins, die von 1958 bis 1992 veröffentlicht wurden. Diese beruhen wiederum auf den Ergebnissen von Volks- bzw. Wohnungszählungen bzw. deren Fortschreibung. In diesen Werken taucht Brarupholz jeweils zweifach auf – zum einen als Gemeinde bzw. Teil von Scheggerott, zum anderen als Teil von Saustrup. Dementsprechend wird in diesen Werken Brarupholz mit den Angaben „z. T.“ und „teilweise“ bezeichnet.
| Datum      | Brarupholz      | Brarupholz (Saustrup) | Bemerkungen          |
| ---------- | --------------- | --------------------- | -------------------- |
| 25.09.1956 | 218             | k. A.                 | Wohnungszählung 1956 |
| 31.12.1957 | 212             | k. A.                 |                      |
| 06.06.1961 | 183             | 16                    | Volkszählung 1961    |
| 27.05.1970 | 154             | 12                    | Volkszählung 1970    |
| 25.05.1987 | 123 (52 Häuser) | 07 (2 Häuser)         | Volkszählung 1987    |

Anmerkungen
1. ↑  In den Wohnplatzverzeichnissen von 1958 und 1964 wird die Gemeinde Brarupholz als Teil des Amtes Norderbrarup geführt, im Wohnplatzverzeichnis 1970 dann als Teil des Amtes Süderbrarup. 1978 wurde aus der Gemeinde ein Teil von Scheggerott.
2. 1 2  Lt. Wohnplatzverzeichnis 1958 bestand die Gemeinde Brarupholz aus Teilen der Häusergruppe Blick, Teilen des Dorfes Brarupholz, dem Hof Diernschau sowie der Häusergruppe Hye. Für die Gemeinde wird eine Fläche von 189 ha angegeben.
3. 1 2 3 4  Wird in den Wohnplatzverzeichnissen von 1958, 1964 und 1970 als Teil des Dorfes Brarupholz bezeichnet.
4. ↑  Lt. Wohnplatzverzeichnis 1964 bestand die Gemeinde Brarupholz aus einem Teil des Dorfes Brarupholz mit 179 Einwohnern sowie dem Hof Diernschau mit 4 Einwohnern.
5. ↑  Lt. Wohnplatzverzeichnis 1973 bestand die Gemeinde Brarupholz aus einem Teil des Dorfes Brarupholz mit 111 Einwohnern sowie dem Hof und der Häusergruppe Diernschau mit 43 Einwohnern.
6. 1 2  Lt. Wohnplatzverzeichnis 1987 bestand Brarupholz aus Häusern, die teilweise zur Gemeinde Scheggerott, teilweise zur Gemeinde Saustrup gehören.

## Kulturdenkmal
Hauptartikel: Liste der Kulturdenkmale in Scheggerott
In Brarupholz befindet sich ein denkmalgeschütztes Wohn- und Wirtschaftsgebäude aus der Mitte des 19. Jahrhunderts (Objekt-ID 5871). Es handelt sich um einen eingeschossigen Backsteinbau auf winkelförmigem Grundriss mit einem Halbwalmdach mit Reetdeckung. Die Straßenfront besitzt einen Frontispiz über dem außermittigen Hauseingang.

## Vereine
In Brarupholz gibt es eine Freiwillige Feuerwehr.